# Wolfram Buchwitz
Wolfram Buchwitz (* 1980 in Münster) ist ein deutscher Rechtswissenschaftler und Hochschullehrer.

## Leben
Von 2000 bis 2005 studierte Buchwitz Rechtswissenschaft an der Universität Münster (2005: Erstes Juristisches Staatsexamen (OLG Hamm)). 2006 absolvierte er ein Graduiertenstudium (Corso di alta formazione in diritto romano) an der Universität La Sapienza. Von 2006 bis 2010 war er Doktorand und wissenschaftlicher Mitarbeiter an der Universität Bonn (Martin Josef Schermaier). 2008 und 2010 forschte er beim Centro di Studi e Ricerche sui Diritti Antichi (CEDANT) am Istituto Universitario di Studi Superiori. Von 2010 bis 2012 absolvierte er das Referendariat am OLG Köln, Zweites Juristisches Staatsexamen. Nach der Promotion 2011 durch die Rechts- und Staatswissenschaftliche Fakultät in Bonn war er von 2012 bis 2017 wissenschaftlicher Mitarbeiter und Akademischer Rat a. Z. an der Rheinischen Friedrich-Wilhelms-Universität Bonn (Martin Josef Schermaier). Von 2013 bis 2017 war er nebenberuflich Rechtsanwalt in der Kanzlei DLA Piper UK LLP, Köln, im Bereich Litigation/Arbitration. Nach der Habilitation 2017 durch die Rechts- und Staatswissenschaftliche Fakultät der Rheinischen Friedrich-Wilhelms-Universität Bonn, Erteilung der venia legendi für Bürgerliches Recht, Römisches Recht, Privatrechtsgeschichte der Neuzeit sowie Zivilverfahrensrecht vertrat er im Sommersemester 2017 den Lehrstuhl für Bürgerliches Recht und Deutsche Rechtsgeschichte in Münster. Im Wintersemester 2017/2018 vertrat er den Lehrstuhl für Bürgerliches Recht, Römisches Recht und Historische Rechtsvergleichung an der Julius-Maximilians-Universität Würzburg. Im März 2018 wurde er zum Universitätsprofessor in Würzburg ernannt. Im September 2019 wurde zum Richter am Oberlandesgericht Frankfurt im zweiten Hauptamt ernannt.

## Schriften (Auswahl)
- Servus alienus heres. Die Erbeinsetzung fremder Sklaven im klassischen römischen Recht. Wien 2012, ISBN 3-412-20992-9.
- als Herausgeber mit Clarissa Blume-Jung: Alter und Gesellschaft. Herausforderungen von der Antike bis zur Gegenwart. Paderborn 2016, ISBN 3-506-78542-7.
- Schiedsverfahrensrecht. Berlin 2019, ISBN 3-662-59461-7.
- Schiedsverfahrensrecht in Antike und Mittelalter. Eine historische Grundlegung. Wien 2020, ISBN 978-3-412-51933-9.